# III. Konrád német király
III. Konrád (németül: Konrad III.) (1093 – 1152. február 15.) német ellenkirály 1127-től 1135-ig és német király 1138-tól haláláig a Stauf-házból, 1116-tól keleti-frank herceg, itáliai király.

## Élete

### Ifjúkora
Szülei I. Frigyes sváb herceg és Waiblingeni Ágnes hercegnő, IV. Henrik német-római császár leánya voltak. 1116-ban kapta meg a keleti-frank tartomány hercegi címét, míg bátyja, II. Frigyes V. Henrik birodalmi kormányzója lett.

### Ellenkirálysága
Bátyja a Stauf-hívekkel 1127. december 18-án ellenkirállyá választatta a Süpplingenburgi-házból való III. Lothárral szemben. Megválasztását követően a jog szerint uralkodó hűségén megmaradó német egyházfők kimondták rá az átkot. Mivel Németországban nem tudta érdemben kiterjeszteni az őt elismerők körét, s mert az ekkorra már Észak-Itáliában jelentős hatalommal bíró Milánó városa mellé állt, Lombardiába ment (1128–1130).
1128-ban a milánói egyházfő segítségével meg is koronázták lombard királlyá, de ezzel Konrád csak egy újabb jelentős ellenfelet szerzett. A pápa, akinek ellensége volt az érsek, szintén kiközösítette az egyházból. A II. Honoriusz halálát követő kettős pápaválasztás pillanatnyi lélegzetvételhez juttatta ugyan, de Lothár 1133-as visszatérte az itáliai hadjáratról gyorsan véget vetett királyságának. Lothár veje, Büszke Henrik szász és bajor herceg bevette Ulm városát, ezután pedig kettejük közös hadereje elfoglalta Konrád bátyja hercegségét. Miután Frigyes meghódolt, öccse sem folytathatta tovább az ellenállást. Alávetette magát Lothárnak, és 1135-ben lemondott a királyi címről.

### Trónralépte
Lothár halála után, 1138. március 7-én, egy rendkívüli birodalmi gyűlésen Koblenz városában a trieri Albero érsek javaslatára Konrádot mégis német királlyá választották a Büszke Henrikkel szemben. Március 18-án koronázta meg a pápai legátus Aachen városában.

### A Stauf-Welf viszály
Büszke Henriktől két hercegsége (bajor, szász) egyikének egy visszaadását követelte, hogy a Welf-ház hatalmát megtörje. Mivel Henrik tiltakozott, Konrád birodalmi átokkal sújtotta és Szászországot hívének, Medve Albertnek adományozta. Kirobbant a legendás Stauf-Welf viszály. 1139-ben Konrád Henriktől elvette a Bajor Hercegséget is, és mostoha testvérének, IV. Lipót osztrák őrgrófnak adományozta. Bár 1140-ben Weinsbergnél fényes győzelmet aratott, de a Welfek hatalmát mégsem tudta megtörni.
A harcokat csak az 1142-es frankfurti béke zárta le, amit már az időközben elhalt Henrik fiával, Oroszlán Henrikkel kötött. Ennek értelmében a Welfek visszakapták Szászországot, de Bajorország az osztrák Babenbergekre szállt.

### Csehországi hadjárat
1142-ben Konrád eredményes háborút vezetett Csehországba II. Ulászló fejedelem támogatására a trónkövetelő II. Konrád morva-znaimi herceg ellenében. A hadjárat eredményeképpen sikerült Ulászló fejedelmet visszaültetnie trónjára.

### Lengyelországi hadjárat
Elűzött sógora, a fivérei által a seniori hercegi címtől, valamint tartományaitól, Krakkótól és Sziléziától megfosztott II. Ulászló lengyel fejedelem megsegítésére indított 1146-os lengyelországi vállalkozása ellenben sikertelenül végződött.

### Magyarországi hadjárat

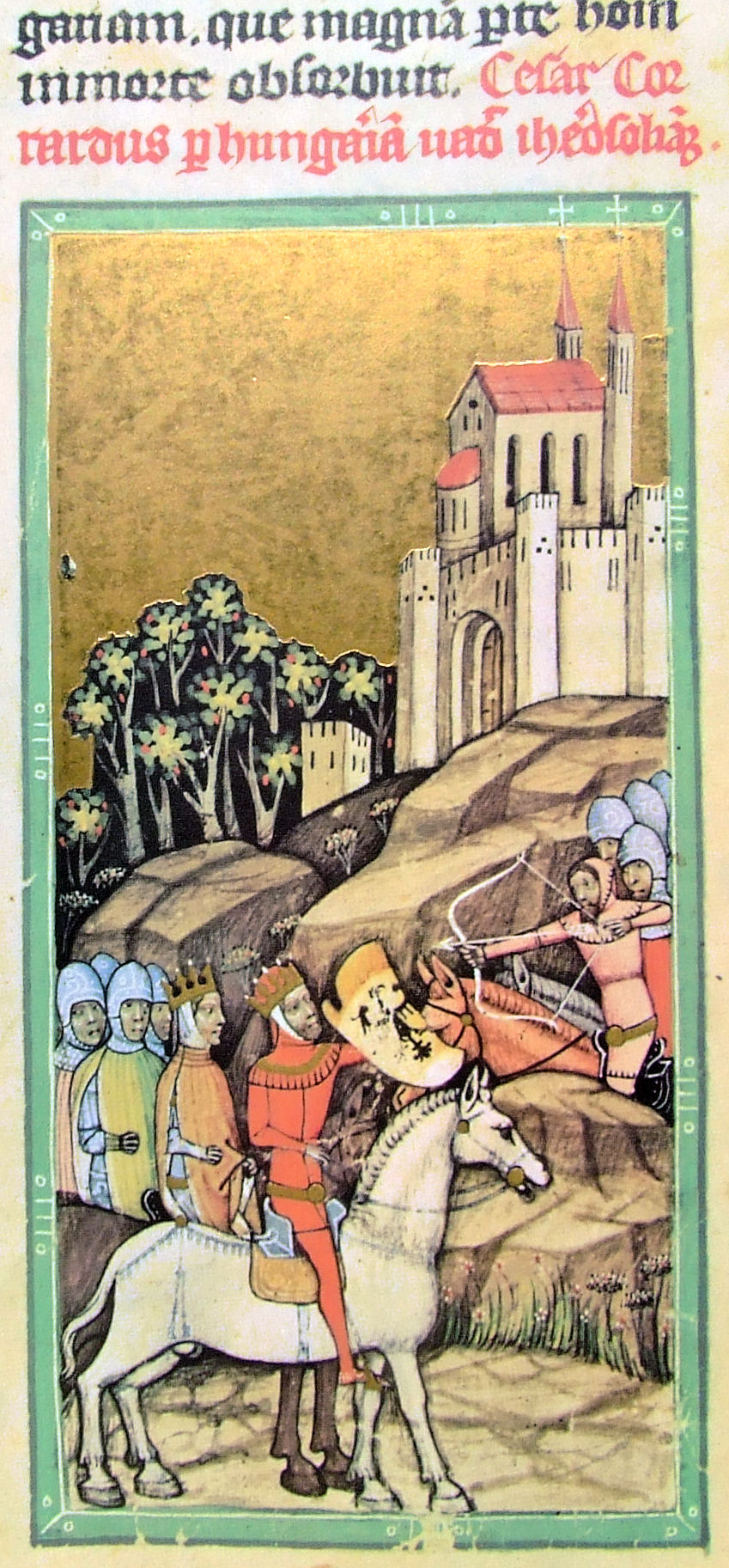
III. Konrád keresztes serege átvonul Magyarországon

Konrád tervei között szerepelt a Magyar Királyság hűbéri hódoltatása is. Ebből a célból támogatta a néhai Könyves Kálmán állítólagos fiát, Boriszt. A II. Géza ellen fellépő trónkövetelő 1146-ban osztrák–bajor sereg élén tört be Magyarországra, de már Pozsony előtt elakadt próbálkozása.

### II. Géza támadásai
A Borisz kísérletére adott válaszként II. Géza – II. Roger szicíliai királlyal együtt – VI. Welf rendszeres pénzbeli támogatásába kezdett, majd Ausztriára támadva, vereséget mért a Bajor Hercegséget is uraló II. Henrik osztrák őrgrófra. Úgy tűnt, a háború elkerülhetetlen lesz.

### Részvétel a II. keresztes hadjáratban
Ám ehelyett III. Konrád az egyház – pontosabban Clairvaux-i Szent Bernát – nyomására 1146. december 27-én felvette a keresztet, és 1147 májusában 70 000 emberrel indult a második kereszteshadjáratra. A dolog miértje az első keresztes állam, az Edesszai Grófság hasonnevű székhelyének eleste volt.
Mint az első keresztesek, Konrád is a szárazföldi utat választotta, és Magyarországon, valamint a Balkán-félszigeten keresztül Kisázsiába ment. Itt az éhínség és a szeldzsukok teljesen megsemmisítették hadseregét. Kénytelen volt bevárni VII. Lajos francia királyt, akinek társaságában előbb a tengerparton, majd a tengeren utazott tovább. A szentföldi keresztes államok érdekeit teljesen figyelmen kívül hagyva, az utóbbiakkal addig szövetségesi viszonyban lévő Búridák vezette Damaszkusz sikertelen ostromával fulladt kudarcba a hadjárat. Az út egyetlen eredménye egy egyezmény volt, amely Konrád és normannok által támadott I. Manuél bizánci császár koalícióját még erősebbé tette, s amelynek értelmében a két uralkodó a következő évben közösen lépett fel Dél-Itáliában a normannok ellen.

### Németországi lázadás
Hamarosan összeállt az ellentábor is. II. Roger, VII. Lajos, VI. Welf, valamint a hozzájuk csatlakozó pápaság célja nem kevesebb volt, mint egy új keresztes hadjárat indítása Bizánc megdöntésére. Welf, aki szintén ott harcolt Konráddal a Szentföldön, ám a királynál előbb tért haza, lázadást robbantott ki Németországban. Ez utóbbi 1150-ben elbukott, és Welf kénytelen volt lemondani Bajorországra támasztott igényéről, ám annyit sikerült elérnie, hogy a Roger elleni, egyeztetett hadjárat elmaradt.

### Keresztes hadjárat a szlávok ellen
Uralkodása alatt került sor Büszke Henrik fiának, Oroszlán Henriknek Niklot abodrita fejedelem elleni 1147-es keresztes hadjáratára – cseh és lengyel segédhadakkal –, aki megkeresztelkedett, és elismerte a szász herceget hűbéreseként.

### Halála
A keresztes háborúból Konrád már betegen tért haza. Miután fia, a még 1147-ben megkoronázott Henrik Berengár 1150-ben meghalt, másik fia, Frigyes pedig még hétéves sem volt, halálos ágyán saját érdekeit félretéve – a feudális anarchiát elkerülendő – unokaöccsét, III. Frigyes sváb herceget jelölte ki utódjául. Földi maradványait Bambergben a Lorsch kolostorban helyezték végső nyugalomra.

### Értékelése
- III. Konrád volt az első német uralkodó I. Ottó óta, akit nem koronáztak császárrá.[8] Nevéhez fűződik többek között Frankföldön a festői Rothenburg várának megalapítása.
- Nagy építtetőként is számon tartják: főképp frank földön fűződik nevéhez sok vár és város (pl. Rothenburg) alapítása és szépítése.[6]
- Uralkodása idején jelentek meg a városokban az eretnekmozgalmak (katharok, valdensek).[6]

## Családja
- Konrád első felesége Komburgi Gertrúd[9] (1095 k. – 1130/1131), akit 1115 körül[9] vett feleségül. Házasságukból három gyermek született:
  - Ágnes (? − 1151) ∞ II. Izjaszláv kijevi nagyfejedelem
  - Bertha[9]
  - Gertrúd[9]
- Második felesége Sulzbachi Gertrúd (1114 − 1146. április 14.), akivel 1136-ban[9] esküdött meg. Innen két gyermek született:
  - Henrik Berengár[9] (1137 − 1150. április/május)
  - IV. Frigyes[9] (1144 vége − 1167. augusztus 19.) későbbi sváb herceg.
- Konrádnak még öt törvénytelen gyermeke született egy Gerberga nevű nőtől:
  - Lipót[9]
  - Lochgarteni Konstantin[9]
  - Hotingeni Giselbert[9]
  - Zsófia[9] ∞ Pfitzingeni Konrád
  - Vellbergi Ludmilla[9]